# Carter (Familienname)
Carter (englisch für Fuhrmann) ist ein Familienname.

## Namensträger

### A
- A. P. Carter (Alvin Pleasant Delaney Carter; 1891–1960), US-amerikanischer Country-Sänger
- Aaron Carter (1987–2022), US-amerikanischer Sänger
- Abdul Carter (* 2004), US-amerikanischer American-Football-Spieler
- Aimée Carter (* 1986), US-amerikanische Fantasy-Autorin
- Alan Carter (Tänzer) (1920–2009), englisch-deutscher Tänzer, Ballettmeister, Ballettdirektor, Choreograf, Ballettpädagoge, Kostümbildner und Maler
- Alan Carter (Rennfahrer) (* 1964), britischer Motorradrennfahrer
- Albert Carter (Fußballspieler) (1898–nach 1920), englischer Fußballspieler
- Albert E. Carter (1881–1964), US-amerikanischer Politiker
- Alex Carter (* 1964), kanadischer Schauspieler
- Alexander Carter (1909–2002), kanadischer Geistlicher, Bischof von Sault Sainte Marie
- Alfie Carter (* 1980), englischer Fußballspieler
- Alfred Carter (Fußballspieler) (1877–1960), englischer Fußballspieler
- Alfred Howard Carter (1891–1971), englisch-amerikanischer Geistlicher der Pfingstbewegung
- Allister Carter (* 1979), englischer Snookerspieler
- Alvin Pleasant Delaney Carter (1891–1960), US-amerikanischer Country-Sänger, siehe A. P. Carter
- Amanda Carter (* 1976), neuseeländische Badmintonspielerin
- Amon G. Carter (1879–1955), US-amerikanischer Verleger
- Andre Carter (* 1979), US-amerikanischer American-Football-Spieler
- Andy Carter (* 1949), britischer Mittelstreckenläufer
- Angela Carter (1940–1992), englische Schriftstellerin
- Anita Carter (1933–1999), US-amerikanische Sängerin
- Ann Carter (1936–2014), US-amerikanische Filmschauspielerin
- Anne Carter (Wirtschaftswissenschaftlerin) (* 1925), US-amerikanische Wirtschaftswissenschaftlerin
- Anne Carter (Filmeditorin), australische Filmeditorin
- Anson Carter (* 1974), kanadischer Eishockeyspieler
- Anthony Carter (* 1975), US-amerikanischer Basketballspieler
- Anthony Carter (Fußballspieler) (* 1994), australisch-italienischer Fußballspieler
- Arturo Brizio Carter (* 1956), mexikanischer FIFA-Schiedsrichter
- Ashley Carter (* 1995), englischer Fußballspieler
- Ashton Carter (1954–2022), US-amerikanischer Politiker

### B
- Barry E. Carter (1942–2014), amerikanischer Jurist und Professor
- Ben Carter (1911–1946), US-amerikanischer Schauspieler und Musiker
- Benny Carter (1907–2003), US-amerikanischer Jazz-Saxophonist
- Bert Carter (1906–1976), englischer Fußballspieler
- Bessie Carter (* 1993), britische Schauspielerin
- Betty Carter (1929–1998), US-amerikanische Jazzsängerin
- Big John Carter (1958–2024), britischer Boogie-Woogie-Pianist
- Big Lucky Carter (1920–2002), US-amerikanischer Bluesmusiker
- Bill Carter (* 1929), US-amerikanischer Musiker
- Billy Carter (* 1945), englischer Fußballspieler
- Blue Ivy Carter (* 2012), US-amerikanische Sängerin
- Bo Carter (1893–1964), US-amerikanischer Blues-Gitarrist
- Bob Carter (Fußballspieler, 1881) (Robert Carter; 1881–1928), englischer Fußballspieler
- Bob Carter (Fußballspieler, 1911) (Robert Carter; 1911–??), englischer Fußballspieler
- Bob Carter (Musiker) (1922–1993), US-amerikanischer Jazzbassist
- Brandon Carter (* 1942), britischer Physiker
- Brent Carter (* 1948), US-amerikanischer Pokerspieler
- Brian Carter (* 1938), englischer Fußballspieler
- Bridie Carter (* 1970), australische Schauspielerin
- Bruce Carter (Ruderer) (* 1943), britischer Ruderer
- Bruce Carter (Musiker) († 2006), US-amerikanischer Schlagzeuger
- Bryan Carter (* 1990), US-amerikanischer Jazzmusiker
- Buddy Carter (* 1957), US-amerikanischer Politiker
- Bunchy Carter (1942–1969), US-amerikanischer politischer Aktivist

### C
- Cameron Carter-Vickers (* 1997), englisch-US-amerikanischer Fußballspieler
- Carlene Carter (* 1955), US-amerikanische Country-Sängerin
- Charles Bonham Carter (1876–1955), britischer Offizier
- Charles D. Carter (1868–1929), US-amerikanischer Politiker
- Charles Joseph Carter (1874–1936), US-amerikanischer Zauberkünstler
- Chesley William Carter (1902–1994), kanadischer Politiker
- Chris Carter (Leichtathlet, 1942) (* 1942), britischer Mittelstreckenläufer
- Chris Carter (Politiker) (* 1952), neuseeländischer Politiker
- Chris Carter (Musiker) (* 1953), britischer Musiker
- Chris Carter (Drehbuchautor) (* 1956), US-amerikanischer Drehbuchautor und Produzent
- Chris Carter (Schriftsteller) (* 1965), brasilianischer Schriftsteller
- Chris Carter (Baseballspieler, 1982) (* 1982), US-amerikanischer Baseballspieler
- Chris Carter (Baseballspieler, 1986) (* 1986), US-amerikanischer Baseballspieler
- Chris Carter (Leichtathlet, 1989) (* 1989), US-amerikanischer Dreispringer
- Chris Carter (Basketballspieler) (* 1992), US-amerikanischer Basketballspieler
- Clarence Carter (* 1936), US-amerikanischer Sänger und Musiker
- Clarence Holbrook Carter (1904–2000), US-amerikanischer Maler
- Conlan Carter (* 1934), US-amerikanischer Schauspieler
- Cris Carter (* 1965), US-amerikanischer American-Football-Spieler
- Crispin Bonham-Carter (* 1969), britischer Schauspieler

### D
- Dale Carter (* 1969), US-amerikanischer American-Football-Spieler
- Daniel Carter (* 1982), neuseeländischer Rugbyspieler
- Daniel Carter (Musiker) (* 1945), US-amerikanischer Jazz-Musiker
- Daniel Carter (Dirigent) (* 1989), australischer Dirigent
- Daniel P. Carter (* 1972), britischer Musiker und Radio-DJ
- Daniel R. Carter (* 1961), US-amerikanischer Informatiker und Immobilieninvestor
- Danielle Carter (Schauspielerin), australische Schauspielerin
- Danielle Carter (Fußballspielerin) (* 1993), englische Fußballspielerin
- Danny Carter (* 1969), englischer Fußballspieler
- Darren Carter (* 1983), englischer Fußballspieler
- David Carter (Mediziner) (David Craig Carter; * 1940), britischer Chirurg und Hochschullehrer
- David Carter (Autor) (1952–2020), US-amerikanischer Autor
- David Carter (* 1952), neuseeländischer Politiker
- David Carter (Footballspieler, 1953) (* 1953), US-amerikanischer American-Football-Spieler
- David Carter (Tennisspieler) (* 1956), australischer Tennisspieler
- David Carter (Leichtathlet) (* 1959), barbadischer Sprinter
- David Carter (Golfspieler) (* 1972), englischer Golfspieler
- David Carter (Hockeyspieler) (* 1981), kanadischer Hockeyspieler
- David Carter (Footballspieler, 1987) (* 1987), US-amerikanischer American-Football-Spieler
- David A. Carter (* 1957), US-amerikanischer Schriftsteller und Illustrator
- Dean Carter (* 1955), US-amerikanischer Serienmörder
- Deana Carter (* 1966), US-amerikanische Country-Sängerin
- Deborah Carter (Musikerin) (* 1959 als Deborah Joyce Carter), US-amerikanische Jazzmusikerin (Gesang, Komposition)
- Deborah Carter (Basketballspielerin) (* 1972), US-amerikanische Basketballspielerin
- Deborah Carter (Produzentin)
- Denis Carter, Baron Carter (1932–2006), britischer Politiker
- Dexter Carter (* 1967), US-amerikanischer American-Football-Spieler
- Dick Carter (Baseballspieler) (1916–1969), US-amerikanischer Baseballspieler
- Dick Carter (Yachtkonstrukteur) (* 1928), US-amerikanischer Segler und Yachtkonstrukteur
- Dick Carter (Squashspieler) (* 1938 oder 1939; † vor oder am 10. August 2022), australischer Squashspieler
- Dilford C. Carter (* 1930), US-amerikanischer Mammaloge
- Dixie Carter (1939–2010), US-amerikanische Schauspielerin
- Dominic Carter (Journalist), US-amerikanischer Journalist
- Dominic Carter (Schauspieler), britischer Schauspieler
- Don Carter (1921–2002), englischer Fußballspieler
- Doris Carter (1912–1999), australische Hochspringerin
- Dorretta Carter, britische Soulsängerin
- Douglas Carter (1908–1988), neuseeländischer Politiker, Minister und Abgeordneter
- Duane Carter (1913–1993), US-amerikanischer Autorennfahrer
- Dwayne Michael Carter, Jr., bekannt als Lil Wayne (* 1982), US-amerikanischer Rapper

### E
- Edna Carter (1872–1963), US-amerikanische Physikerin und Hochschullehrerin
- Edward Carter (1822–1883), US-amerikanischer Politiker
- Elizabeth Carter (1717–1806), englische Dichterin, Altertumswissenschaftlerin, Autorin und Übersetzerin
- Elliott Carter (1908–2012), US-amerikanischer Komponist
- Ellis W. Carter (1906–1964), US-amerikanischer Kameramann
- Emily Carter (* 1960), US-amerikanische Chemikerin
- Ethan Carter III (* 1983), US-amerikanischer Wrestler

### F
- Finn Carter (* 1960), US-amerikanische Schauspielerin
- Forrest Carter (1925–1979), US-amerikanischer Redenschreiber und Schriftsteller
- Frank Carter (Leichtathlet) (Frederic T. Carter; 1878–nach 1908), britischer Geher
- Frank Carter (Politiker) (1910–1988), irischer Politiker (Fianna Fáil)
- Frank Carter (Musiker) (* 1984), britischer Musiker
- Fred Carter Jr. (1933–2010), US-amerikanischer Gitarrist
- Fred Carter (Basketballspieler) (* 1945), US-amerikanischer Basketballspieler
- Freddy Carter (* 1993), englischer Schauspieler

### G
- Gabbie Carter (* 2000), US-amerikanische Pornodarstellerin
- Garnet Carter (1883–1954), amerikanischer Erfinder des Miniaturgolf
- Gary Carter (1954–2012), amerikanischer Baseballspieler
- Gerald Emmett Carter (1912–2003), kanadischer Geistlicher, Erzbischof von Toronto
- George Carter (Rugbyspieler) (1854–1922), neuseeländischer Rugbyspieler
- George Carter (Fußballspieler, 1867) (1867–1945), englischer Fußballspieler
- George Carter (Fußballspieler, 1900) (1900–1981), englischer Fußballspieler
- George Carter (Basketballspieler) (1944–2020), US-amerikanischer Basketballspieler
- George R. Carter (1866–1933), US-amerikanischer Politiker
- George Stuart Carter (1893–1969), britischer Zoologe
- Gilbert Thomas Carter (1848–1927), britischer Kolonialgouverneur
- Grace Carter (* 1997), englische Singer-Songwriterin
- Graydon Carter (* 1949), kanadischer Journalist
- Greg Carter (* um 1955), kanadischer Badmintonspieler

### H
- Hamish Carter (* 1971), neuseeländischer Triathlet
- Harold Carter (1925–2017), walisischer Geograph
- Hayley Carter (* 1995), US-amerikanische Tennisspielerin
- Helen Carter (Sängerin) (1927–1998), amerikanische Countrysängerin
- Helen Carter (* 1965), deutsche Schriftstellerin, siehe Petra Schäfer
- Helena Carter (1920–2000), US-amerikanische Schauspielerin
- Helena Bonham Carter (* 1966), britische Schauspielerin
- Henry Carter, früherer Name von Frank Leslie (1821–1880), englischer Graveur, Illustrator und Herausgeber
- Henry Carter Adams (1851–1921), US-amerikanische Wirtschaftswissenschaftler
- Henry Barlow Carter (1803–1867), englischer Maler
- Henry H. Carter (1906–2001), US-amerikanischer Sprachwissenschaftler
- Henry John Carter (1813–1895), britischer Chirurg, Geologe und Zoologe
- Henry Vandyke Carter (1831–1897), britischer Anatom, Chirurg und Tropenmediziner
- Hodding Carter III (1935–2023), US-amerikanischer Regierungsbeamter, Journalist und Hochschullehrer, Assistant Secretary of State
- Howard Carter (1874–1939), britischer Archäologe und Ägyptologe
- Howard Carter (Basketballspieler) (* 1961), US-amerikanisch-französischer Basketballspieler

### I
- Ian Bonham-Carter (1882–1953), britischer Offizier

### J
- Jack Carter (Komiker) (1922–2015), US-amerikanischer Comedian
- Jack Carter (Politiker) (* 1947), US-amerikanischer Geschäftsmann und Politiker (Demokratische Partei)
- Jalen Carter (* 2001), US-amerikanischer American-Football-Spieler
- James Carter (Schwimmer) (* 1957), schottischer Schwimmer
- James Carter (Basketballspieler) (* 1964), puerto-ricanischer Basketballspieler
- James Carter (Saxophonist) (* 1969), US-amerikanischer Jazz-Saxophonist
- James Carter (Leichtathlet) (* 1978), US-amerikanischer Hürdenläufer
- James Coolidge Carter (1827–1905), US-amerikanischer Rechtsanwalt
- James Earl Carter Jr. (1924–2024), US-amerikanischer Politiker, Präsident 1977 bis 1981, siehe Jimmy Carter
- James Edward Carter (* 1948), britischer Schauspieler, siehe Jim Carter
- James L. Carter (* vor 1970), US-amerikanischer Kameramann
- James P. T. Carter (1822–1869), US-amerikanischer Politiker
- James Walter Carter (1923–1994), US-amerikanischer Sportler, siehe Jimmy Carter (Boxer)
- James William Charles Carter (* 1965), englischer Fußballspieler, siehe Jimmy Carter (Fußballspieler)
- Jane Bonham Carter, Baroness Bonham-Carter of Yarnbury (* 1957), britische Politikerin der Liberal Democrats und Life Peer
- Janis Carter (1913–1994), US-amerikanische Bühnen- und Filmschauspielerin
- Jared Carter (* 1939), US-amerikanischer Dichter und Redakteur
- Jason Carter (Schauspieler) (* 1960), britischer Schauspieler
- Jason Carter (Politiker) (* 1975), US-amerikanischer Politiker
- Jeff Carter (Baseballspieler) (* 1964), US-amerikanischer Baseballspieler
- Jeff Carter (Bowlingspieler) (* 1969), US-amerikanischer Bowlingspieler
- Jeff Carter (Eishockeyspieler) (* 1985), kanadischer Eishockeyspieler
- Jesse Benedict Carter (1872–1917), US-amerikanischer Klassischer Philologe
- Jessica Carter (* 1997), englische Fußballspielerin
- Jim Carter (* 1948), britischer Schauspieler
- Jimmy Carter (Boxer) (James Walter Carter; 1923–1994), US-amerikanischer Boxer
- Jimmy Carter (James Earl Carter Jr.; 1924–2024), US-amerikanischer Politiker und 39. US-Präsident
- Jimmy Carter (Sänger) (* 1929), US-amerikanischer Sänger der Band The Blind Boys of Alabama
- Jimmy Carter (Fußballspieler) (James William Charles Carter; * 1965), englischer Fußballspieler
- Joe Carter (Fußballspieler, 1899) (1899–1977), englischer Fußballspieler
- Joe Carter, Pseudonym von Jerry Siegel (1914–1996), US-amerikanischer Comicautor
- Joe Carter (Fußballspieler, 1920) (1920–1978), englischer Fußballspieler
- Joe Carter (Musiker) (1927–2001), US-amerikanischer Bluesmusiker
- Joe Carter (Gitarrist) (* 1955), US-amerikanischer Jazzmusiker
- Joe Carter (Baseballspieler) (* 1960), US-amerikanischer Baseballspieler
- Joe Carter (Fußballspieler, 1992) (* 1992), englischer Fußballspieler
- Joelle Carter (* 1972), US-amerikanisches Modell und Schauspielerin
- John Carter (Politiker, 1792) (1792–1850), US-amerikanischer Politiker (South Carolina)
- John Carter (Sänger, 1912), US-amerikanischer Opernsänger (Tenor)
- John Carter (Filmeditor) (1922–2018), US-amerikanischer Filmeditor
- John Carter (Schauspieler) (1927–2015), US-amerikanischer Schauspieler
- John Carter (Journalist) (1928–2014), US-amerikanischer Journalist und Herausgeber
- John Carter (Klarinettist) (1929–1991), US-amerikanischer Jazzmusiker
- John Carter (Politiker, 1941) (* 1941), US-amerikanischer Politiker und Richter (Texas)
- John Carter (Sänger, 1942) (* 1942), britischer Sänger, Songwriter und Musikproduzent
- John Carter (Neuseeland) (* 1950), neuseeländischer Politiker
- John Carter (Eishockeyspieler) (* 1963), US-amerikanischer Eishockeyspieler
- John Carter (Regisseur), US-amerikanischer Regisseur, Drehbuchautor und Produzent
- John Carter (Autor), US-amerikanischer Schriftsteller und Drehbuchautor
- John Carter Cash (* 1970), US-amerikanischer Country-Sänger, Songwriter und Produzent
- John Bonham-Carter (Politiker, 1788) (1788–1838), britischer Politiker und Rechtsanwalt
- John Bonham-Carter (Politiker, 1817) (1817–1884), britischer Politiker
- John Carpenter Carter (1837–1864), US-amerikanischer General
- John Franklin Carter (1897–1967), US-amerikanischer Journalist und Schriftsteller
- John Marshall Carter (* 1949), amerikanischer Sporthistoriker
- John Prentiss Carter (1840–1925), US-amerikanischer Politiker
- John R. Carter (1907–1982), US-amerikanischer Tontechniker
- Joshua Carter (* 1986), US-amerikanischer Basketballspieler
- Joy Carter (* 1955), britische Geologin und Bildungsforscherin
- June Carter (Badminton) (* um 1942), australische Badmintonspielerin
- June Carter Cash (1929–2003), US-amerikanische Countrysängerin und Songschreiberin

### K
- Kayden Carter (* 1988), amerikanische Wrestlerin
- Keith Carter (1924–2013), US-amerikanischer Schwimmer
- Kenny Carter (1961–1986), eigentlich Kenneth-Malcolm Carter, britischer Speedwayfahrer
- Kent Carter (* 1939), US-amerikanischer Jazzmusiker
- Kerry Carter (* 1991), US-amerikanischer Basketballspieler
- Kevin Carter (1960–1994), US-amerikanischer Fotojournalist
- Kevin Carter (Footballspieler) (* 1973), US-amerikanischer American-Football-Spieler
- Ki-Jana Carter (* 1973), US-amerikanischer American-Football-Spieler
- Kori Carter (* 1992), US-amerikanische Hürdenläuferin
- Kristopher Carter (* 1972), US-amerikanischer Komponist
- Kyle Carter (* 1969), kanadischer Vielseitigkeitsreiter
- Kym Carter (* 1964), US-amerikanische Leichtathletin

### L
- LaMark Carter (* 1970), US-amerikanischer Dreispringer
- Lance Carter (* 1974), US-amerikanischer Baseballspieler
- Lauren Ashley Carter, US-amerikanische Schauspielerin und Filmproduzentin
- Lauren Kitt Carter (* 1983), US-amerikanische Schauspielerin und Filmproduzentin
- LaVerne Carter (1925–2012), US-amerikanischer Bowler
- Len Carter (* 1942), britischer Sprinter
- Leslie Carter (1986–2012), US-amerikanische Popsängerin
- Lily Carter (* 1988), US-amerikanische Pornodarstellerin
- Lin Carter (1930–1988), US-amerikanischer Autor, Redakteur und Kritiker
- Lorenzo Carter (* 1995), US-amerikanischer American-Football-Spieler
- Lou Carter (1918–2005), US-amerikanischer Jazzpianist und Sänger
- Lucile Carter (1875–1934), Überlebende des Untergangs der RMS Titanic
- Luther C. Carter (1805–1875), US-amerikanischer Politiker
- Lynda Carter (* 1951), US-amerikanische Schauspielerin

### M
- Majora Carter (* 1966), US-amerikanische Naturschutzaktivistin
- Manley Lanier Carter (1947–1991), US-amerikanischer Astronaut, siehe Sonny Carter
- Marc Antonio Carter (* 1985), US-amerikanischer Basketballspieler
- Mark Carter (* 1968), neuseeländischer Rugby-Union-Spieler
- Mark Bonham Carter, Baron Bonham-Carter (1922–1994), britischer Verleger und Politiker
- Marshall S. Carter (1909–1993), US-amerikanischer Offizier
- Mary Carter Reitano (* 1934), australische Tennisspielerin
- Matthew Carter (* 1937), britischer Schriftgestalter
- Matthew Carter (Wasserspringer) (* 1990), australischer Wasserspringer
- Maurice Carter (1913–2000), britischer Filmarchitekt
- Maurice Bonham Carter (1880–1960), britischer Politiker und Cricketspieler
- Maybelle Carter (1909–1978), US-amerikanische Sängerin und Gitarristin
- Mel Carter (* 1939), US-amerikanischer Pop- und Soulsänger sowie Schauspieler
- Michael Carter (Schauspieler) (* 1947), schottischer Schauspieler
- Michael Carter (Sportler) (* 1960), US-amerikanischer Leichtathlet und American-Football-Spieler
- Michael Carter (Footballspieler, 1986) (* 1986), Canadian-Football-Spieler, Defensive Back
- Michael Carter (Footballspieler, 1999) (* 1999), US-amerikanischer American-Football-Spieler, Runningback
- Michael Carter II (* 1999), US-amerikanischer American-Football-Spieler, Cornerback
- Michael Carter-Williams (* 1991), US-amerikanischer Basketballspieler
- Michael A. Carter († 2004), Tonmeister
- Michael Patrick Carter (* 1981), US-amerikanischer Filmschauspieler
- Michelle Carter (* 1985), US-amerikanische Kugelstoßerin

### N
- Neal Carter (1923–2019), US-amerikanischer Rennfahrer
- Neal M. Carter (1902–1978), kanadischer Meeresbiologe, Kartograf, Fotograf, Bergsteiger und Vermesser
- Neil Carter (* 1958), britischer Musiker
- Nell Carter (1948–2003), US-amerikanische Sängerin und Schauspielerin
- Nesta Carter (* 1985), jamaikanischer Sprinter
- Nick Carter (Radsportler) (1924–2003), neuseeländischer Radrennfahrer
- Nick Carter (General) (* 1959), britischer General
- Nick Carter (Sänger) (* 1980), US-amerikanischer Sänger und Schauspieler
- Nick Carter (* 1978), eigentlicher Name von Murs (Rapper)
- Norah Carter (1881–1966), neuseeländische Fotografin

### O
- Oliver Carter, Schweizer Wrestler
- Oliver Jesse Carter (1911–1976), US-amerikanischer Jurist und Politiker

### P
- Pancho Carter (* 1950), US-amerikanischer Automobilrennfahrer
- Patrick Carter, Baron Carter of Coles (* 1946), britischer Politiker (Labour Party)
- Paul Carter (* 1963), englischer Squashspieler
- Peter Carter (1929–1999), irischer Schriftsteller
- Peter Carter (Architekt) (1927–2017), britischer Architekt
- Philip Carter († 2015), britischer Geschäftsmann und Fußballfunktionär
- Phillip Carter (* 1959), US-amerikanischer Diplomat
- Prudence Carter, US-amerikanische Soziologin

### R
- Rashaan Carter (* um 1980), US-amerikanischer Jazzmusiker
- Reggie Carter (Basketballspieler) (Reginald Carter; 1957–1999), US-amerikanischer Basketballspieler
- Regina Carter (* 1966), US-amerikanische Violinistin
- Reginald Carter (Cricketspieler) (* 1933), britischer Cricketspieler
- Reginald Carter (Schauspieler) († 1995), britischer Schauspieler
- Richard Carter (Musiker), US-amerikanischer Bassist
- Richard Carter (Schauspieler) (1953–2019), australischer Schauspieler
- Rick Carter (Richard Carter; * 1952), US-amerikanischer Szenenbildner
- Robert Carter (Siedler) (1663–1732), US-amerikanischer Kolonist
- Robert Carter (Musiker) (1915–1982), US-amerikanischer Posaunist und Sänger
- Robert Carter (Priester) (1927–2010), US-amerikanischer Priester und LGBT-Aktivist
- Robert Carter (Schriftsteller) (1955–2015), britischer Schriftsteller
- Robert Carter (Regisseur), australischer Filmregisseur, Drehbuchautor und Schauspieler
- Robert L. Carter (Robert Lee Carter; 1917–2012), US-amerikanischer Jurist, Richter und Bürgerrechtler
- Robert M. Carter (Robert Merlin Carter; 1942–2016), britisch-australischer Paläontologe und Geologe
- Roger Carter (Mathematiker) (1934–2022), britischer Mathematiker
- Roger Carter (Fußballspieler) (* 1937), englischer Fußballspieler
- Roger Carter (Dartspieler) (* 1961), amerikanischer Dartspieler
- Ron Carter (* 1937), US-amerikanischer Bassist
- Ronald Carter (Möbeldesigner) (Ronald Louis Carter; 1926–2013), britischer Möbeldesigner
- Ronald Carter (Sportschütze) (Ronald George Carter; * 1938), britischer Sportschütze
- Ronald Carter (Linguist) (Ronald Allan Carter; 1947–2018), britischer Linguist
- Ronan Carter (* 1996), britischer Schauspieler
- Rosalynn Carter (1927–2023), US-amerikanische First Lady
- Roy Carter (Sänger) (1926–1998), US-amerikanischer Gospelsänger
- Roy Carter (Oboist) (* 1949), britischer Oboist
- Roy Carter (Fußballspieler) (* 1954), englischer Fußballspieler
- Roy Carter (Musikproduzent), britischer Gitarrist, Sänger und Musikproduzent
- Ruben Carter (* 1992), US-amerikanischer American-Football-Spieler und Canadian-Football-Spieler
- Rubin Carter (1937–2014), US-amerikanischer Boxer
- Ruth E. Carter (* 1960), US-amerikanischer Kostümbildnerin
- Ryan Carter (Komponist) (* 1980), US-amerikanischer Komponist
- Ryan Carter (Eishockeyspieler) (* 1983), US-amerikanischer Eishockeyspieler

### S
- Samuel Emmanuel Carter (1919–2002), jamaikanischer Geistlicher, Erzbischof von Kingston
- Samuel John Carter (1835–1892), britischer Maler und Illustrator
- Samuel P. Carter (1819–1891), US-amerikanischer Marineoffizier
- Sara Carter (1898–1979), US-amerikanische Sängerin
- Sarah Carter (* 1980), kanadische Schauspielerin
- Shawn Carter (Eishockeyspieler) (* 1973), US-amerikanischer Eishockeyspieler
- Shawn Corey Carter, bekannt als Jay-Z (* 1969), US-amerikanischer Rapper und Musikproduzent
- Sidney Carter (1880–1956), kanadischer Fotograf, Kunst- und Antiquitätenhändler
- Sonny Carter (Manley Lanier Carter, Jr.; 1947–1991), US-amerikanischer Astronaut
- Stephen Carter (Kameramann) (* 1957), US-amerikanischer Kameramann
- Stephen Carter, Baron Carter of Barnes (* 1964), britischer Politiker (Labour Party)
- Stephen L. Carter (* 1954), US-amerikanischer Jurist und Schriftsteller
- Steve Carter (Dramatiker) (Horace Edward Carter Jr.; 1929–2020), US-amerikanischer Dramatiker
- Steve Carter (Jurist) (* 1954), US-amerikanischer Jurist und Politiker
- Steve Carter (Rugbyspieler) (* 1970), australischer Rugby-League-Spieler
- Steve Carter (Inlineskater), US-amerikanischer Inlineskater
- Steven Carter (Schriftsteller) (Steven A. Carter; * 1956), US-amerikanischer Schriftsteller
- Steven D. Carter (* 1950), US-amerikanischer Sprachwissenschaftler und Übersetzer
- Steven R. Carter (* 1942), US-amerikanischer Literaturkritiker
- Steven V. Carter (1915–1959), US-amerikanischer Politiker
- Stuart Bonham Carter (1889–1972), US-amerikanischer Vizeadmiral
- Susan Carter Holmes (* 1933), britische Botanikerin

### T
- T. K. Carter (* 1956), US-amerikanischer Schauspieler
- Terry Carter (1928–2024), US-amerikanischer Schauspieler
- Thomas Carter (Komponist) (1769–1800), irischer Komponist
- Thomas Carter (Ornithologe) (1863–1931), britischer Ornithologe
- Thomas Carter (Regisseur) (* 1953), US-amerikanischer Regisseur, Produzent und Schauspieler
- Thomas Donald Carter (1893–1972), US-amerikanischer Zoologe
- Thomas Henry Carter (1854–1911), US-amerikanischer Politiker
- Tim Carter (1967–2008), englischer Fußballspieler
- Tim Lee Carter (1910–1987), US-amerikanischer Politiker
- Timothy J. Carter (1800–1838), US-amerikanischer Politiker
- Troy Carter (* 1963), US-amerikanischer Politiker
- Trudi Carter (* 1994), jamaikanische Fußballspielerin
- Ty Carter (* 1980), US-amerikanischer Kriegsveteran
- Tyler Carter (* 1991), US-amerikanischer Rockmusiker

### V
- Valerie Carter (1953–2017), US-amerikanische Sängerin und Songschreiberin
- Vince Carter (* 1977), US-amerikanischer Basketballspieler
- Vincent Carter (1891–1972), US-amerikanischer Politiker
- Vincent O. Carter (1924–1983), US-amerikanischer Schriftsteller
- Violet Bonham Carter (1887–1969), britische Politikerin
- Vivian Carter (1921–1989), US-amerikanische Labelbetreiberin und Radio-DJ

### W
- Walter Carter (1929–2002), kanadischer Politiker
- Walter E. Carter Jr. (* 1959), pensionierter Vizeadmiral der US-Navy, Leiter der Ohio State University
- Wendell Carter Jr. (* 1999), US-amerikanischer Basketballspieler
- Wendy Carter, geb. Wendy Clarkson (* 1956), kanadische Badmintonspielerin
- Wendy Carter (Schauspielerin), US-amerikanische Schauspielerin, Synchronschwimmerin, Schauspiel- und Schwimmlehrerin
- Wilf Carter (1904–1996), kanadischer Countrysänger
- William Carter (Märtyrer) (1544/1548–1584), englischer Märtyrer
- William Carter (Musiker), US-amerikanischer Gitarrist und Lautenist
- William Carter (Fotograf) (1934–2025), US-amerikanischer Fotograf, Publizist und Musiker
- William Arnold Carter (1907–1996), US-amerikanischer Gouverneur der Panamakanalzone
- William Blount Carter (1792–1848), US-amerikanischer Politiker
- William Grayson Carter († 1849), US-amerikanischer Politiker
- William Harding Carter (1851–1925), US-amerikanischer General
- William Henry Carter (1864–1955), US-amerikanischer Politiker
- William Marlborough Carter (1850–1941), britischer Geistlicher, Erzbischof von Kapstadt
- William R. Carter, kanadischer Botaniker
- Wilmer Carter (* 1941), US-amerikanische Politikerin

### X
- Xavier Carter (* 1985), US-amerikanischer Leichtathlet

## Fiktive Personen
- Coach Carter
- John Carter vom Mars
- John Trueman Carter, eine Hauptfigur der Fernsehserie Emergency Room – Die Notaufnahme
- Jack Carter, Filmfigur, siehe Get Carter
- Peggy Carter (Agent Carter), eine Figur aus dem Marvel-Universum
- Randolph Carter, siehe Die Aussage des Randolph Carter von H. P. Lovecraft
- Sam Carter, eine Hauptfigur in der Fernsehserie Stargate – Kommando SG-1